# Morbus van Neck
Der Morbus van Neck oder Morbus Odelberg-van Neck ist eine seltene Form der aseptische Knochennekrose im Bereich des Beckens (Synchondrosis oder Osteochondrosis ischiopubica).
Die Osteochondrose liegt am unteren Schambeinast an der knorpeligen Verbindung zwischen Schambein und Sitzbein, wo die knöcherne Fusion verzögert wird. Sie tritt im Schulalter auf, vor allem bei starker Beanspruchung des Beckens. Früher wurde sie nach Arthrodese oder Ankylose eines Hüftgelenks mit entsprechend stärkerer Belastung des Beckenringes häufiger beobachtet. Meist liegt sie beidseits vor.
Beschwerden treten als spontane oder belastungsabhängige Schmerzen in der Leiste auf, sind aber sehr unspezifisch. Radiologisch können osteolytische Veränderungen, unregelmäßige Mineralisation und Auftreibungen beobachtet werden.
Die Prognose ist gut, die knöcherne Fusion wird allenfalls verzögert. Bei Beschwerden wird eine Teilentlastung der betroffenen Seite empfohlen.
Die Erkrankung wurde von Odelberg (1923) und Van Neck (1924) beschrieben.